# 1870 في الولايات المتحدة
فيما يلي قوائم الأحداث التي وقعت خلال عام 1870 في الولايات المتحدة.

## أحداث
- 1 يناير – العصر المذهب

## سياسة

### تعيين في المنصب
- 1 نوفمبر – كولومبوس ديلانو وزير داخلية الولايات المتحدة.

### انتهاء فترة المنصب
- 31 أكتوبر – جاكوب دولسون كوكس وزير داخلية الولايات المتحدة.
- 22 نوفمبر – إبينيزر آر هور نائب عام الولايات المتحدة.

## كتب
من الكتب التي صدرت هذه السنة في الولايات المتحدة:
- 1 يناير – قصة ولد سيئ من تأليف توماس بايلي ألدريش.

## مواليد

### يناير
- 1 يناير – أدولف دانيال إلمر عالم نبات أمريكي.
- 1 يناير – إيلا هاربر
- 1 يناير – تشارلز إنزلي ممثل أمريكي.
- 1 يناير – سينروك ماري سيدة أعمال من الولايات المتحدة الأمريكية.
- 9 يناير – جوزيف شتراوس
- 13 يناير – روس جرانفيل هاريسون
- 28 يناير – ريجيس هنري بوست سياسي أمريكي.

### فبراير
- 4 فبراير – جون ميتشيل

### مارس
- 5 مارس – فرانك نوريس كاتب أمريكي.
- 7 مارس – جيمي باري ملاكم من الولايات المتحدة الأمريكية.
- 29 مارس – إليوت دكستر ممثل أمريكي.
- 31 مارس – تومي ريان ملاكم من الولايات المتحدة الأمريكية.

### أبريل
- 5 أبريل – كلارنس إروين مكلونغ
- 20 أبريل – أنغوس ويلتون ماكلين سياسي أمريكي.
- 30 أبريل – هوميروس ستيل كامينغز سياسي أمريكي.

### مايو
- 3 مايو – جيمس هاري كوفينجتون سياسي أمريكي.
- 6 مايو – جيانيني اماديو
- 7 مايو – ماركوس لوي منتج أفلام من الولايات المتحدة الأمريكية.
- 19 مايو – ألبرت فيش
- 31 مايو – جورج لوسون شيلدون سياسي أمريكي.

### يونيو
- 15 يونيو – مود بارجر والاتش لاعبة كرة مضرب من الولايات المتحدة.
- 24 يونيو – ادوين فوستر كودينجتون عالم فلك أمريكي.
- 25 يونيو – هاري تشرش أوبيرهولزر
- 27 يونيو – كلارنس هوبارت لاعب كرة مضرب من الولايات المتحدة.

### يوليو
- 9 يوليو – ماثيو بيرد
- 25 يوليو – ماكسفيلد باريش

### أغسطس
- 2 أغسطس – كلود جيلينغواتر ممثل من الولايات المتحدة الأمريكية.
- 19 أغسطس – برنارد باروخ سياسي أمريكي.

### سبتمبر
- 18 سبتمبر – هيو هامبتون يونغ

### أكتوبر
- 3 أكتوبر – فرانسيس ج بينديكت أخصائي تغذية من الولايات المتحدة الأمريكية.

### نوفمبر
- 12 نوفمبر – إدوارد إليس
- 13 نوفمبر – جون كالهون فيليبس سياسي أمريكي.

### ديسمبر
- 12 ديسمبر – وليام دي فول

## وفيات

### مايو
- 5 مايو – فرانكلن بيل (مواليد 1795)

### أغسطس
- 14 أغسطس – ديفيد فاراغوت (مواليد 1801) ضابط من الولايات المتحدة الأمريكية.

### أكتوبر
- 12 أكتوبر – روبرت إدوارد لي (مواليد 1807) قائد عسكري أمريكي.

### ديسمبر
- 5 ديسمبر – ديفيد جي بيرنت (مواليد 1788) سياسي من الولايات المتحدة الأمريكية.
- 28 ديسمبر – ويلسون مبكين (مواليد 1783) سياسي أمريكي.